# Amtsgericht Gnadenfeld
Das Amtsgericht Gnadenfeld war ein preußisches Amtsgericht mit Sitz in Gnadenfeld.

## Geschichte
Das königlich preußische Amtsgericht Cosel wurde mit Wirkung zum 1. Oktober 1879 gebildet und war für den ganzen Kreis Cosel zuständig. Im Jahre 1888 entstand das Amtsgericht Gnadenfeld im Landgerichtsbezirk. Sein Sprengel umfasste die Amtsbezirke Rzetzitz, Gnadenfeld, Chorst, Trawnig mit Ausnahme des Guts- und des Gemeindebezirkes Trawnig, Kostenthal, Wronin, Tscheidt, Mosurau, Polnisch-Neukirch, Czienskowitz und Ostrosnitz aus dem Kreis Cosel. Es war dem Landgerichtes Ratibor im Bezirk des Oberlandesgerichtes Breslau zugeordnet. Es nahm zum 1. April 1891 seine Arbeit auf.
Im Jahre 1945 wurde der Amtsgerichtsbezirk unter polnische Verwaltung gestellt, und die deutschen Einwohner wurden größtenteils vertrieben. Damit endete auch die Geschichte des Amtsgerichtes Gnadenfeld.